# Kal P. Dal
Kal P. Dal, pseudonimo di Carl Sven-Göran Ljunggren (Arlöv, 28 gennaio 1949 – Lund, 18 gennaio 1985), è stato un cantante svedese.

## Biografia
Till mossan! (1977), primo album in studio, ha raggiunto la 7ª posizione della Sverigetopplistan. L'anno successivo viene reso disponibile per il consumo il secondo LP Gräd ente fassan!, fermatosi 18º in classifica.
Rock é nock (1979) ha conquistato il 47º posto della graduatoria svedese. Rocka o' rulla (1978) è stato il suo primo singolo a entrare la top ten della hit parade nazionale.

## Discografia

### Album in studio
- 1977 – Till mossan!
- 1978 – Gräd ente fassan!
- 1979 – Rock é nock
- 1980 – Svarta fåret
- 1983 – Ente nu igen!

### Raccolte
- 1985 – Kal P. Dal - ett minnesalbum
- 1993 – Blåa sko'
- 2012 – Full patte!!

### Singoli
- 1978 – Rocka o' rulla
- 1979 – Hur e de nu lilla du
- 1980 – Bara en annan natt
- 1993 – Blåa sko